# KT.Architecture
KT.Architecture(ケイティアーキテクチャー)は、日本のアトリエ系建築設計事務所。
手塚義明と小池ひろのの共同主宰。

## おもな人物
- 小池ひろの（1964年 - ）
北海道生まれ。1987年（昭和62年）、武蔵野美術大学造形学部建築学科卒業。1987年（昭和62年）-1993年（平成5年）伊東豊雄建築設計事務所勤務。1994年（平成6年）アトリエP設立。1997年（平成9年）手塚義明とK.T.Architectureを共同設立。現在､東京理科大学､日本工学院専門学校非常勤講師。伊東豊雄建築設計事務所時代ホテルポリーニヤで、1993年度・北海道建築賞

- 手塚義明（1962年- ）
神奈川県生まれ。1985年（昭和60年）、明治大学工学部建築学科卒業。1988年（昭和63年）同大学大学院修士課程修了。1988年（昭和63年）-1996年（平成8年）伊東豊雄建築設計事務所。1997年（平成9年）小池ひろのとK.T.Architectureを共同設立。現在、東京理科大学非常勤講師

## 代表作
- 4・1(プロデュース 泉洋子 施工は甲斐工務店、東京都調布市）
- 青森F邸
- 大社文化プレイス家具・サインデザイン
- 仙台市民図書館南側家具のデザイン
- 金沢の坪庭／現代坪庭のある住まい